# John LeClair
John Clark LeClair, född 5 juli 1969 i St. Albans, Vermont, är en amerikansk före detta professionell ishockeyspelare. LeClair vann Stanley Cup med Montreal Canadiens 1993 och var den första NHL-spelaren från Vermont.
Efter fyra säsonger i Montreal Canadiens byttes LeClair bort till Philadelphia Flyers. Där spelade han under tio säsonger, ofta tillsammans med Eric Lindros och Mikael Renberg i en kedja kallad "Legion of Doom". Mellan 1995 och 1998 gjorde LeClair tre raka 50-målssäsonger, vilket han var den första amerikanskfödda spelaren att lyckas med i NHL. Detta följde han upp med att göra två 40-målssäsonger 1998–99 och 1999–00. 
Inför säsongen 2005–06 skrev LeClair på för Pittsburgh Penguins. Han gjorde 51 poäng på 73 matcher. 
Säsongen 2006–07 blev LeClair placerad på Waivers och sedan släppt på free agent-marknaden. 
LeClairs bästa säsonger poängmässigt var 1995–96 och 1996–97, han gjorde 97 poäng under båda. Båda säsongerna 1995–96 och 1997–98 gjorde han 51 mål, vilket är personligt rekord.
1996 var LeClair med och vann World Cup med USA. LeClair gjorde 6 mål och 4 assist på 7 matcher. Han har också ett silver från OS 2002.

## Statistik

### Klubbkarriär
| 1985–86    | Bellows Free Academy  | HS         | 22  | 41  | 28  | 69  | 14  | —   | —  | —  | —  | —  |
| 1986–87    | Bellows Free Academy  | HS         | 23  | 44  | 40  | 84  | 14  | —   | —  | —  | —  | —  |
| 1987–88    | Vermont Catamounts    | ECAC       | 31  | 12  | 22  | 34  | 62  | —   | —  | —  | —  | —  |
| 1988–89    | Vermont Catamounts    | ECAC       | 18  | 9   | 12  | 21  | 40  | —   | —  | —  | —  | —  |
| 1989–90    | Vermont Catamounts    | ECAC       | 10  | 10  | 6   | 16  | 38  | —   | —  | —  | —  | —  |
| 1990–91    | Vermont Catamounts    | ECAC       | 33  | 25  | 20  | 45  | 58  | —   | —  | —  | —  | —  |
| 1990–91    | Montreal Canadiens    | NHL        | 10  | 2   | 5   | 7   | 2   | 3   | 0  | 0  | 0  | 0  |
| 1991–92    | Montreal Canadiens    | NHL        | 59  | 8   | 11  | 19  | 14  | 8   | 1  | 1  | 2  | 4  |
| 1991–92    | Fredericton Canadiens | AHL        | 8   | 7   | 7   | 14  | 10  | 2   | 0  | 0  | 0  | 4  |
| 1992–93    | Montreal Canadiens    | NHL        | 72  | 19  | 25  | 44  | 33  | 20  | 4  | 6  | 10 | 14 |
| 1993–94    | Montreal Canadiens    | NHL        | 74  | 19  | 24  | 43  | 32  | 7   | 2  | 1  | 3  | 8  |
| 1994–95    | Montreal Canadiens    | NHL        | 9   | 1   | 4   | 5   | 10  | —   | —  | —  | —  | —  |
| 1994–95    | Philadelphia Flyers   | NHL        | 37  | 25  | 24  | 49  | 20  | 15  | 5  | 7  | 12 | 4  |
| 1995–96    | Philadelphia Flyers   | NHL        | 82  | 51  | 46  | 97  | 64  | 11  | 6  | 5  | 11 | 6  |
| 1996–97    | Philadelphia Flyers   | NHL        | 82  | 50  | 47  | 97  | 58  | 19  | 9  | 12 | 21 | 10 |
| 1997–98    | Philadelphia Flyers   | NHL        | 82  | 51  | 36  | 87  | 32  | 5   | 1  | 1  | 2  | 8  |
| 1998–99    | Philadelphia Flyers   | NHL        | 76  | 43  | 47  | 90  | 30  | 6   | 3  | 0  | 3  | 12 |
| 1999–00    | Philadelphia Flyers   | NHL        | 82  | 40  | 37  | 77  | 36  | 18  | 6  | 7  | 13 | 6  |
| 2000–01    | Philadelphia Flyers   | NHL        | 16  | 7   | 5   | 12  | 0   | 6   | 1  | 2  | 3  | 2  |
| 2001–02    | Philadelphia Flyers   | NHL        | 82  | 25  | 26  | 51  | 30  | 5   | 0  | 0  | 0  | 2  |
| 2002–03    | Philadelphia Flyers   | NHL        | 35  | 18  | 10  | 28  | 16  | 13  | 2  | 3  | 5  | 10 |
| 2003–04    | Philadelphia Flyers   | NHL        | 75  | 23  | 32  | 55  | 51  | 18  | 2  | 2  | 4  | 8  |
| 2005–06    | Pittsburgh Penguins   | NHL        | 73  | 22  | 29  | 51  | 61  | —   | —  | —  | —  | —  |
| 2006–07    | Pittsburgh Penguins   | NHL        | 21  | 2   | 5   | 7   | 12  | —   | —  | —  | —  | —  |
| NHL totalt | NHL totalt            | NHL totalt | 967 | 406 | 413 | 819 | 501 | 154 | 42 | 47 | 89 | 94 |

### Internationellt
| År            | Lag           | Turnering     |    | Matcher | Mål | Assist | Poäng | Utv |
| ------------- | ------------- | ------------- | -- | ------- | --- | ------ | ----- | --- |
| 1988          | USA           | JVM           | 7  | 4       | 2   | 6      | 12    |     |
| 1989          | USA           | JVM           | 7  | 6       | 4   | 10     | 12    |     |
| 1996          | USA           | WC            | 7  | 6       | 4   | 10     | 6     |     |
| 1998          | USA           | OS            | 4  | 0       | 1   | 1      | 0     |     |
| 2002          | USA           | OS            | 6  | 6       | 1   | 7      | 2     |     |
| Junior totalt | Junior totalt | Junior totalt | 14 | 10      | 6   | 16     | 24    |     |
| Senior totalt | Senior totalt | Senior totalt | 17 | 12      | 6   | 18     | 8     |     |